# Nyctemera alba
Nyctemera alba är en fjärilsart som beskrevs av Arnold Pagenstecher 1901. Nyctemera alba ingår i släktet Nyctemera och familjen björnspinnare. Inga underarter finns listade i Catalogue of Life.